# Alexander Friedrich Christoph von der Schulenburg
Alexander Friedrich Christoph von der Schulenburg, seit 1753 Graf von der Schulenburg (* 5. August 1720 in Schricke; † 13. September 1801 in Angern) war ein kaiserlicher Oberst der Kavallerie und Rittergutbesitzer, der von König Friedrich II. von Preußen in den Grafenstand erhoben worden ist.

## Leben
Er entstammte einer in Preußen und Kursachsen weitverbreiteten Familie und gehörte der Linie Burgscheidungen und Kirchscheidungen an. Geboren wurde er 1720 auf dem Schloss Schricke, das nach Wolmirstedt eingepfarrt gewesen ist, und starb im Jahre 1801 an einem Schlaganfall. Seine Eltern waren der Hauptmann auf Angern, Heinrich Hartwig von der Schulenburg und Katharina Sophia von Tresckow aus dem Hause Schlagenthin, er war deren jüngster Sohn. Seine älteren Geschwister waren u. a. Hans Hartwig von der Schulenburg, Levin Friedrich, Johann Christoph Daniel, Christoph Daniel und Daniel Joachim Friedrich von der Schulenburg. Nur er wurde in den Grafenstand erhoben, wobei er es zunächst verabsäumt hatte, dieses Diplom gegen eine nicht unbeträchtliche Gebühr auszulösen. Erst nach längeren Verhandlungen in Magdeburg erreichte er zwischen 1769 und 1771 die Ausstellung eines derartigen Grafendiploms.
Wie damals bei den führenden brandenburg-preußischen und kursächsischen Adelsfamilien üblich, schlug Schulenburg die militärische Laufbahn ein. Er ging in kaiserliche Dienste und wurde 1753 zunächst Rittmeister. Als solcher erfolgte seine Erhebung in den preußischen Grafenstand. Die Beförderung zum Major ist für das Jahr 1758 belegt. Im darauffolgenden Jahr ist er zum Oberst der Kavallerie in der Armee des Kaisers ernannt worden.

## Familie
Friedrich Graf von der Schulenburg ist einer seiner Söhne aus der Weißen Linie des brandenburgisch-preußischen Adelsgeschlechts derer von der Schulenburg. Er ging aus der Ehe mit Louisa Eleonora (1743–1803) geborene von Bismarck hervor. Dessen jüngerer Bruder war der preußische Generalleutnant Joseph Ferdinand Adolf Achaz von der Schulenburg (1776–1831).